# شنتشو 6
شنتشو 6 كانت ثاني رحلة فضاء بشرية لبرنامج الفضاء الصيني، انطلقت في 12 أكتوبر 2005 على متن صاروخ لونج مارش 2 إف من مركز مركز جيوغوان لإطلاق الأقمار الصناعية. حملت مركبة شنتشو رائدي الفضاء فيي جونلونج ونيي هويشنج في مهمة استمرت لخمسة أيام في مدار أرضي منخفض. انطلقت المهمة قبل ثلاثة أيام من الذكرى الثانية لأول رحلة فضاء بشرية صينية، شنتشو 5.
تمكن رائدا الفضاء من تغيير بدلاتهما الفضائية الجديدة الخفيفة، وأجريا تجارب علمية، ودخلا الوحدة المدارية لأول مرة، مما سمح لهم باستخدام المراحيض. تم الحفاظ على سرية الأنشطة الدقيقة للطاقم ولكن يعتقد البعض أن الأنشطة شملت استطلاعًا عسكريًا، ولكن هذا غير صحيح على الأرجح لأن الولايات المتحدة والاتحاد السوفيتي أجريا تجارب مماثلة واستنتجا أن البشر في الفضاء غير مناسبين للاستطلاع العسكري. هبطت المركبة في لواء سيزيوانج في منغوليا الداخلية في 16 أكتوبر 2005، وهو نفس موقع هبوط رحلات شنتشو السابقة المأهولة وغير المأهولة.

## الإطلاق
وصل الطاقم إلى المركبة الفضائية قبل ساعتين و45 دقيقة تقريبًا من موعد الإطلاق وأغلِقت بوابة المركبة الفضائية بعد 30 دقيقة من وصول الطاقم. في الساعة 01:00:05.583 بالتوقيت العالمي المنسق في 12 أكتوبر، انطلقت شنتشو 6 من منصة الإطلاق في مركز جيوتشيوان لإطلاق الأقمار الصناعية. أفادت التقارير أن الإطلاق كان ناجحًا إذ انفصل صاروخ مرحلة الهروب بعد 120 ثانية من الإطلاق عندما كان الصاروخ يتحرك بسرعة 1300 متر في الثانية. بعد ستة عشر ثانية، انفصلت الصواريخ الداعمة الأربعة على ارتفاع 52 كيلومتر (32 ميل). انفصل غطاء الحمولة والمرحلة الأولى بعد 200 ثانية من الإطلاق. احترقت المرحلة الثانية لمدة 383 ثانية أخرى وانفصلت المركبة الفضائية عن الصاروخ على ارتفاع 200 كيلومتر (120 ميل) فوق البحر الأصفر. بعد ذلك، استخدمت المركبة الفضائية نظام الدفع الخاص بها للدخول في مدار حول الأرض أبعاده 211 × 345 كيلومتر، بزاوية ميل بلغت 42.4 درجة، بعد نحو 21 دقيقة من الإطلاق. في الساعة 01:39 بالتوقيت العالمي المنسق، أعلن تشين بينجدي، القائد الرئيسي لبرنامج الفضاء الصيني، أن الإطلاق كان ناجحًا. تناول الطاقم وجبته الأولى في الفضاء الساعة 03:11 بالتوقيت العالمي المنسق.
قبل الرحلة، كان وقت الإطلاق محل تكهن من قِبل وسائل الإعلام الصينية. لعدة أشهر قبل الإطلاق المخطط له، لم يُحدد موعد الإطلاق إلا في منتصف أكتوبر، أو حتى أواخر سبتمبر. ثم في 23 سبتمبر، أفادت وكالة أنباء تشاينا نيوز سيرفيس في هونج كونج أن الإطلاق حُدد مبدئيًا في الساعة 03:00 بالتوقيت العالمي المنسق في 13 أكتوبر. أُكِد وقت الإطلاق هذا بعد أسبوعين من قبل جيانغ جينغشان، عضو في أكاديمية الهندسة الصينية. ولكن بعد ذلك في 10 أكتوبر، صرّح مسؤول في مركز جيوتشيوان لإطلاق الأقمار الصناعية أن موعد الإطلاق الجديد سيكون في الساعة 01:00 بالتوقيت العالمي المنسق في 12 أكتوبر، على الأرجح لتفادي الطقس البارد الذي كان متوقعًا في منطقة الإطلاق. اكتملت عملية تجميع الصاروخ في 26 سبتمبر. في 4 أكتوبر، وُضعت المركبة الفضائية شنتشو 6 على متن صاروخ سي زي 2 إف، المعروف أيضًا باسم شنجين.
على عكس رحلات شنتشو غير المأهولة، أُطلِقت مهمتا شنتشو 5 و6 خلال ساعات النهار لتوفير قدر أكبر من الأمان في حالة إجهاض المهمة. تم بث الإطلاق على الهواء مباشرة ووصل سعر نشر الإعلانات على تلفزيون الصين المركزي إلى 2.56 مليون ين ياباني (316000 دولار أمريكي) لمدة خمس ثوانٍ، و8.56 مليون ين صيني (مليون دولار أمريكي) لمدة 30 ثانية. وُضعت كاميرا فيديو على الصاروخ وبثت الصور أثناء صعود وانفصال مركبة شنتشو.
بعد وقت قصير من الإطلاق، بدأت فرق الإنقاذ بالبحث عن برج مرحلة الهروب والصواريخ المعززة والمرحلة الأولى وغطاء الحمولة بين صحراء بادين جاران في منغوليا الداخلية وشنشي. كان «الصندوق الأسود» للصاروخ ذا أهمية خاصة، إذ احتوى على بيانات القياس عن بعد التي ربما لم تُرسل إلى الأرض أثناء مرحلة الإطلاق. عُثر عليه بعد 45 دقيقة من الإطلاق في مكان ما بالقرب من أوتوج بانر. عُثر عليه لأول مرة من قبل راعية، تُسمى ليان هوا، على بعد نحو 1.5 كيلومتر من منزلها. عُثر على بقية حطام الإطلاق قبل أن يُدمر في موقع سقوطه أو يُعاد إلى جيوتشيوان.
كان الأمين العام للحزب الشيوعي الصيني والرئيس هو جينتاو حاضرًا في مركز تحكم بكين الفضائي لمشاهدة الإطلاق. كان رئيس مجلس الدولة ون جيا باو حاضرًا في مركز جيوتشيوان لإطلاق الأقمار الصناعية.

## خمسة أيام في المدار
أُجريت أولى المناورات المدارية كما هو مخطط له في الساعة 07:54:45، وأطلقت المحركات لمدة 63 ثانية لتدوير المدار. استنادًا على العناصر المدارية لقيادة الفضاء الأمريكية، كانت المركبة في مدار أبعاده 332 × 336 كيلومتر. بعد نحو ساعة ونصف، فتحت البوابة الواصلة بين الوحدة المدارية ووحدة العودة، ولأول مرة، تمكن الطاقم من دخول حجرة المعيشة الثانية لمركبة شنتشو الفضائية. كان فيي جونلونج أول من دخل، بينما بقي نيي هويشنج في وحدة إعادة الدخول. تبادل رائدا الفضاء مكانيهما بعد نحو ثلاث ساعات.
في الساعة 13:32 بالتوقيت العالمي المنسق، أجرى نيي وفيي محادثةً لمدة سبع دقائق مع زوجتيهما وأطفالهما الذين كانوا في مركز التحكم بالمهمة. غنت ابنة نيي أغنية «عيد ميلاد سعيد»، في عيد ميلاده في 13 أكتوبر.
لم يُكشف عن أنشطة الطاقم بالكامل. نُشرت معلومات غامضة فقط عن التجارب، لكن أٌعلِن عن بعضها. تضمنت إحدى التجارب قيام الطاقم باختبار رد فعل المركبة الفضائية على الحركة داخل الوحدة المدارية ووحدة إعادة الدخول. انتقل رائدا الفضاء بين الوحدتين، وقاما بفتح وإغلاق البوابات وتشغيل المعدات «بقوة أكبر» مما هو مطلوب في العادة.
أُجريت مناورة مدارية ثانية في الساعة 21:56 يوم 13 أكتوبر. أدى ذلك لرفع المدار بعد انخفاضه بسبب الاحتكاك الجوي. استغرقت المناورة 6.5 ثانية.
في 15 أكتوبر، أجرى نيي وفيي محادثةً استغرقت دقيقتين مع الأمين العام والرئيس هو جينتاو، بدءًا من الساعة 08:29. خلال المحادثة، قال لهم: «إن الوطن والشعب فخوران بكما. أتمنى أن تنجزا مهمتيكما بنجاح وهدوء وحذر وأن تعودا منتصران».